# Tatsuya Kawahara
Tatsuya Kawahara (japanisch 川原 達也 Kawahara Tatsuya; * 16. Dezember 1985 in der Präfektur Ibaraki) ist ein japanischer Fußballspieler.

## Karriere
Kawahara erlernte das Fußballspielen in der Jugendmannschaft von Kashima Antlers und der Universitätsmannschaft der Tōyō-Universität. Seinen ersten Vertrag unterschrieb er 2008 bei Omiya Ardija. Der Verein spielte in der höchsten Liga des Landes, der J1 League. 2009 wechselte er zum Zweitligisten Thespa Kusatsu. Ende 2009 beendete er seine Karriere als Fußballspieler.